# Ernst Röhm
Ernst Julius Röhm (München, 28 november 1887 – aldaar, 1 juli 1934) was leider van de Sturmabteilung (SA) van de Nationaalsocialistische Duitse Arbeiderspartij (NSDAP) van 1921 tot 1934. Hij was ook kortstondig minister zonder portefeuille  onder Hitler.

## Biografie
Ernst Röhm werd geboren in München, Duitsland, als de jongste van drie kinderen (oudere zus en broer). Zijn vader, een spoorwegbeambte, werd omschreven als "een harde man". Hoewel de familie geen militaire traditie had, ging Röhm op 23 juli 1906 naar het Koninklijke Beierse 10e Infanterieregiment Prinz Ludwig in Ingolstadt als cadet. Hij behaalde zijn commissie op 12 maart 1908.
Röhm vocht tijdens de Eerste Wereldoorlog in het Duitse leger en klom op tot Hauptmann (kapitein). In de oorlog werd een stuk van zijn neus weggeslagen door granaatscherven. Vanaf 1919 diende hij in het vrijkorps Ritter von Epp, dat betrokken was bij de onderdrukking van de Beierse Revolutie in het voorjaar van 1919. Röhm bezat destijds vele contacten binnen het leger, de Freikorpsen en extreemrechtse kringen. Hij stond bekend als de 'Machinegeweerkoning'. Zijn netwerk oversteeg zijn rang behoorlijk en hij vormde dan ook voor Hitler een belangrijke steunpilaar.
In 1921 werd hij de chef van de door Hitler opgerichte Sturmabteilung. Bij de Bierkellerputsch van 1923 was Röhm degene die ervoor had gezorgd dat de putschisten goed bewapend waren en de SA speelde een grote rol in de opstand zelf. Röhm werd na de mislukte opstand veroordeeld tot vijftien maanden gevangenisstraf en werd oneervol ontslagen uit de Reichswehr. Op belofte van goed gedrag werd hij echter direct na zijn veroordeling vrijgelaten. In 1925 werd er binnen de SA een privé-verdedigingsgroep opgericht om Adolf Hitler te beschermen (ook tegen de SA): de Schutzstaffel (SS). Deze groep kwam later onder leiding van Reichsführer-SS Heinrich Himmler.
Röhm zag de NSDAP als een middel om het leger en de Freikorpsen invloed te laten uitoefenen op de politiek. Hij zag zichzelf niet als ondergeschikt aan Hitler, bovendien meer als zijn "mentor". Hitler had zelf altijd al bezwaren tegen een te grote rol van de SA in de partij en zag de grote macht van de SA met lede ogen aan, ook al had hij de beweging nodig. Als ordehandhavers en uitsmijters was de SA nuttig en ze vormden vanaf het prille begin een machtsbolwerk, loyaal aan Röhm, waar hij rekening mee moest houden. Hitler wist uiteindelijk Röhm en zijn SA tot gehoorzaamheid en onderwerping te dwingen, waarop deze teleurgesteld ontslag nam en naar Zuid-Amerika vertrok. Van 1928 tot 1930 diende hij als officier, verantwoordelijk voor de opleiding, van het leger in Bolivia. Na zijn terugkeer in Duitsland in 1931 benoemde Hitler hem tot stafchef van de SA. Vanaf 1933 groeide de SA zeer sterk door de toestroom van opportunisten die carrière hoopten te maken.

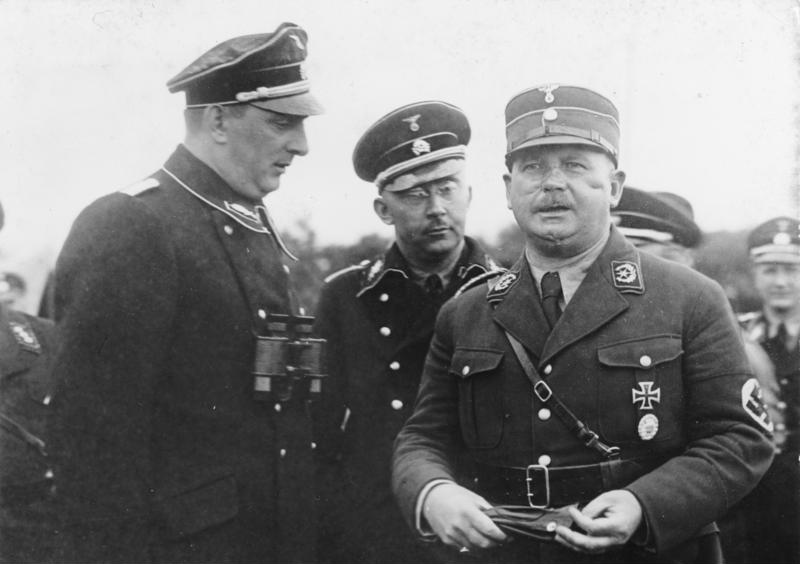
Röhm met Kurt Daluege en Heinrich Himmler (1933)

Na de machtsovername van Hitler (januari 1933) werd Röhm rijksminister zonder portefeuille. Hitler trachtte Röhm ervan te overtuigen dat de SA een onderdeel zou moeten worden van het Duitse leger, maar Röhm weigerde dit. Röhm vond de SA nodig om een 'sociale revolutie' in Duitsland te ontketenen en het kapitalisme te vernietigen. Hitler, die juist de steun nodig had van grote bedrijven en de Reichswehr, zette Röhm tevergeefs onder druk. Ten slotte besloot Hitler een samenzwering tegen Röhm te organiseren. Röhm zou een staatsgreep tegen Hitler hebben beraamd. Daarnaast was hij praktiserend homoseksueel, iets wat Hitler van hem tolereerde, maar nu tegen hem uitspeelde.
Eind juni 1934 liet Hitler, tijdens de Nacht van de Lange Messen (die in werkelijkheid een lang weekend duurde), Röhm aan het Tegern Meer arresteren en in München opsluiten. Op de avond van 30 juni hadden SS en Gestapo een inval gepleegd in de hotelkamer van Röhm. De SS-mannen die hem gevangennamen gaven Röhm in zijn Münchense cel een pistool, zodat hij zich van het leven kon beroven. Toen de SS'ers later terugkwamen bleek Röhm geen zelfmoord te hebben gepleegd. Röhm stond met ontblote borst in zijn cel en zei dat als Hitler hem dood wilde, hij hem dan zelf maar dood moest schieten. SS'er Theodor Eicke nam hierop het pistool en schoot Röhm in zijn hart.

## Onderscheidingen
- IJzeren Kruis 1914, 1e Klasse (20 juni 1916[9]) en 2e Klasse[9]
- Orde van Militaire Verdienste (Beieren)
  - 4e Klasse met Zwaarden en Kroon op 8 februari 1920[9]
  - 4e Klasse met Zwaarden op 29 december 1914[9]
- Gewondeninsigne 1918 in zilver 1918[9]
- Gouden Ereteken van de NSDAP in 1933[9]
- Bloedorde (nr.2) in 1934[9]
- Ehrenwinkel der Alten Kämpfer in februari 1934[9]
- Prinzregent Luitpold-Medaille in 1905[9]

Adolf Hitler · Franz von Papen · Konstantin von Neurath · Joachim von Ribbentrop · Wilhelm Frick · Heinrich Himmler · Lutz Schwerin von Krosigk · Alfred Hugenberg · Kurt Schmitt · Hjalmar Schacht · Hermann Göring · Walther Funk · Franz Seldte · Franz Gürtner · Franz Schlegelberger · Otto Georg Thierack · Werner von Blomberg · Wilhelm Keitel · Freiherr von Eltz-Rübenach · Julius Heinrich Dorpmüller · Wilhelm Ohnesorge · Walther Darré · Herbert Backe · Joseph Goebbels · Bernhard Rust · Fritz Todt · Albert Speer · Alfred Rosenberg · Hanns Kerrl · Hermann Muhs · Otto Meißner · Hans Heinrich Lammers · Martin Bormann · Karl Hermann Frank · Rudolf Hess · Ernst Röhm · Paul Giesler
- Bibsys: 25722
- Biblioteca Nacional de España: XX1691205
- Bibliothèque nationale de France: cb119620833 (data)
- CiNii: DA11031651
- Gemeinsame Normdatei: 118745700
- International Standard Name Identifier: 0000 0000 8115 2030
- Library of Congress Control Number: n83137754
- Nationale Bibliotheek van Tsjechië: xx0023654
- Nationale Bibliotheek van Israël: 987007267326305171
- Nationale Bibliotheek van Polen: a0000002396560
- Nederlandse Thesaurus van Auteursnamen: 071091556
- Istituto Centrale per il Catalogo Unico: BVEV265149
- Système universitaire de documentation: 027619400
- Virtual International Authority File: 36926323
- WorldCat: E39PBJwHfyFTCR9ThPv8YYKw4q